# Monster (film 2003)
Monster è un film del 2003 scritto e diretto da Patty Jenkins.
La pellicola è tratta dalla storia vera della serial killer statunitense Aileen Wuornos, condannata a morte e giustiziata per iniezione letale, il 9 ottobre 2002, per l'omicidio di sette uomini tra il 1989 e il 1990 in Florida.

## Trama
Aileen Wuornos è una prostituta. Un giorno, entrando per errore in un locale gay, incontra Selby, una giovane donna lesbica, non accettata dai suoi genitori. Il primo approccio non è un idillio, ma Selby le offre amichevolmente di passare la notte da lei, e non avendo altro posto dove andare Aileen accetta. Quel pomeriggio quest'ultima era stata sul punto di suicidarsi, e prende quell'incontro come un "segno" del destino; da quel momento accetta di vedere Selby e le si affeziona cominciando con lei una vera e propria relazione.
Aileen continua comunque a prostituirsi, per sopravvivere, arrivando addirittura a essere stuprata da un cliente, ma riesce a liberarsi e a ucciderlo, lasciando Selby all'oscuro dell'accaduto. Vanno a vivere insieme ma si ritrovano spesso senza soldi, stavolta Aileen decide di chiudere con la professione e di andare alla ricerca di un lavoro, ma la mancanza di un curriculum, nessuna esperienza e i modi non perfettamente gentili e composti glielo impediscono. Durante uno sfogo di Selby, arrabbiata e frustrata per la poco agiata condizione di vita, le confessa tutto, decidendo di ricominciare a prostituirsi, almeno per sbarcare il lunario. Ma, essendo ancora scossa dallo stupro, non riesce più a fare quello che, da quando aveva 13 anni, era il suo mestiere, uccidendo anche il secondo cliente. Aileen è sempre più innamorata di Selby, e farebbe di tutto per renderla felice. Inizia ad uccidere i suoi clienti ed a derubarli per migliorare lo stile di vita suo e di Selby. Un suo cliente confessa di non essere mai stato prima con una prostututa e lei lo risparmia.
Un giorno Selby chiede ad Aileen di andare a Fun World. Nonostante la titubanza iniziale, decide ancora una volta di accontentarla. Al ritorno fanno un incidente, e due anziani cercano di soccorrerle, Aileen rifiuta l'aiuto, riparte e dopo un po' abbandona la macchina, rubata alla sua seconda vittima. A quel punto deve confessare anche il secondo delitto a Selby, che si infuria, ma, alla fine, la capisce. Devono andare avanti, così Aileen miete la sua ennesima vittima, ma stavolta uccide un poliziotto; dopo ciò le due donne decidono di lasciare la città.
Una sera, prima di partire, Aileen uccide un uomo che voleva solo aiutarla, torna a casa e trova Selby davanti alla TV guardando un notiziario in cui si stanno diffondendo i loro identikit. Allora la donna prende la decisione di far tornare la ragazza a casa, in modo da metterla al sicuro, con la promessa che, appena si fossero calmate le acque, sarebbero tornate insieme andando lontano. La sera si ritrova a bere al locale del suo unico amico, Tom, che preoccupato per lei, cerca di farla scappare. Lei però è troppo ubriaca per rendersene conto e dei poliziotti sotto copertura l'arrestano.
Aileen viene incarcerata. Con indosso la tuta arancione, fa una telefonata a Selby, che cerca di farle ammettere i suoi omicidi. Aileen però non vuole parlare per telefono, immaginando che sia sotto controllo; Selby insiste, dice di essere braccata, che c'è la sua foto sul giornale. Aileen, insospettita dallo strano atteggiamento di Selby, le chiede dove siano i soldi, ma lei nega di averli mai ricevuti e le dice di non capire e di voler vivere. Aileen capisce così che stanno intercettando la chiamata per incastrarla e che Selby sta collaborando con la polizia per salvarsi dalla pena di morte, quindi Aileen confessa tutto ma nel contempo discolpando la ragazza di cui è ancora profondamente innamorata.
Aileen viene alla fine giustiziata il 9 ottobre 2002, dopo 12 anni di carcere in Florida.

## Produzione
L'esordiente Patty Jenkins, per la sceneggiatura, si è basata sulle numerose lettere che la Wuornos ha scritto dal carcere, impiegando sette settimane per scriverla tutta.
Il budget della pellicola è stato di 8 milioni di dollari, con la spesa di ulteriori 10 milioni per la promozione del film.

### Cast
Per il ruolo della protagonista furono prese in considerazione Kate Winslet e Reese Witherspoon, ma alla fine venne scelta l'attrice sudafricana dopo che la regista la vide recitare in TV nel film L'avvocato del diavolo. Kate Hudson rifiutò invece la parte di Selby.
Charlize Theron, per immedesimarsi nella parte, è ingrassata di 15 chili, e ha peggiorato il suo aspetto fisico ed estetico, ricorrendo a uno speciale trucco. Per questo ruolo ottenne l'Oscar alla miglior attrice. Charlize Theron è anche produttrice di questo film con la sua casa di distribuzione, la Denver and Delilah Films.

### Riprese
Le riprese si sono svolte dal 4 febbraio al 9 marzo 2003. Il film è stato girato completamente in Florida, in particolare nei seguenti posti a Casselberry, Daytona Beach, Kissimmee, Orlando e Sanford.

## Distribuzione
Il film è uscito nelle sale statunitensi il 9 gennaio 2004, in quelle italiane il 30 aprile dello stesso anno. Il DVD è uscito negli USA il 1º giugno 2004.

### Divieti
Il film è stato vietato negli USA ai «minori di 17 anni non accompagnati da un adulto» (Rating R) per la presenza di «forte violenza, contenuti sessuali e linguaggio esplicito». In Italia invece la pellicola è stata vietata ai minori di 14 anni.

### Data di uscita
Di seguito la data di distribuzione del film negli altri paesi del mondo:
- Islanda: 6 febbraio 2004
- Irlanda: 13 febbraio 2004
- Turchia: 13 febbraio 2004
- eSwatini: 19 febbraio 2004
- Portogallo: 26 febbraio 2004
- Finlandia: 27 febbraio 2004
- Norvegia: 27 febbraio 2004
- Sudafrica: 27 febbraio 2004
- Spagna: 27 febbraio 2004
- Serbia: 28 febbraio 2004
- Israele: 28 febbraio 2004
- Russia: 11 marzo 2004
- Messico: 12 marzo 2004
- Paesi Bassi: 18 marzo 2004
- Thailandia: 19 marzo 2004
- Belgio: 24 marzo 2004
- Australia: 25 marzo 2004
- Nuova Zelanda: 25 marzo 2004
- Estonia: 26 marzo 2004
- Danimarca: 27 marzo 2004
- Regno Unito: 2 aprile 2004
- Argentina: 8 aprile 2004
- Slovenia: 8 aprile 2004
- Cile: 9 aprile 2004
- Francia: 14 aprile 2004
- Georgia: 15 aprile 2004
- Germania: 15 aprile 2004
- Perù: 15 aprile 2004
- Austria: 16 aprile 2004
- Svezia: 23 aprile 2004
- Italia: 30 aprile 2004
- Emirati Arabi Uniti: 5 maggio 2004
- Polonia: 7 maggio 2004
- Ungheria: 20 maggio 2004
- Corea del Sud: 18 giugno 2004
- Rep. Ceca: 15 luglio 2004
- Malta: 7 settembre 2004
- Giappone: 25 settembre 2004
- Slovacchia: 11 novembre 2004
- Hong Kong: 7 aprile 2005

## Accoglienza

### Incassi
Il film ha incassato complessivamente 60378584 $, di cui 34469210 $ negli Stati Uniti; in Italia ha incassato 2699929 €.
Di seguito il ricavato della pellicola negli altri paesi del mondo:
| Paese       | Incasso in dollari |
| ----------- | ------------------ |
| Regno Unito | 4554719 $          |
| Italia      | 3276112 $          |
| Australia   | 2119596 $          |
| Germania    | 1992775 $          |
| Francia     | 1963105 $          |
| Messico     | 1690109 $          |
| Spagna      | 1600514 $          |
| Sudafrica   | 1171230 $          |

### Critica
La critica ha lodato molto il film, elogiando in particolare la performance di Charlize Theron. Il critico cinematografico Roger Ebert lo ha definito il miglior film dell'anno e la performance di Charlize Theron come uno dei più grandi spettacoli della storia del cinema. Nel 2009 lo stesso Roger Ebert lo ha definito il terzo miglior film del decennio.
Sul sito aggregatore di recensioni Rotten Tomatoes il film ha un indice di gradimento del 81%, basato su 188 recensioni con un voto medio di 7.2/10. Sul portale Metacritic il film ha un punteggio di 74/100 basato su 40 recensioni.

## Colonna sonora
La colonna sonora del film, composta da BT, è stata pubblicata nel 2004. In dotazione con l'uscita vi è un DVD con tutti i quindici spunti originali e altri 9 non presenti sul CD, insieme con una intervista con BT e Patty Jenkins e un remix di Ferris Wheel.
La canzone Don't Stop Believin' è stata composta e cantata da Steve Perry.

### Tracce
Musiche di Bryan Wayne Transeau.
1. Childhood Montage – 3:56
2. Girls Kiss – 6:51
3. The Bus Stop – 9:48
4. Turning Tricks – 6:20
5. First Kill – 3:16
6. Job Hunt – 1:57
7. Bad Cop – 6:04
8. "Call Me Daddy" Killing – 4:02
9. I Don't Like It Rough – 4:13
10. Ferris Wheel – 8:21
11. Ditch The Car – 4:53
12. Madman Speech – 4:07
13. Cop Killing – 2:48
14. News On TV – 2:19
15. Courtroom – 5:51

Durata totale: 74:46

## Riconoscimenti
- 2004 – Premio Oscar
  - Miglior attrice protagonista a Charlize Theron
- 2004 – Golden Globe
  - Miglior attrice in un film drammatico a Charlize Theron
- 2005 – Premio BAFTA
  - Candidatura alla miglior attrice protagonista a Charlize Theron
- 2003 – National Board of Review Award
  - Miglior performance rivelazione femminile a Charlize Theron
- 2004 – Critics' Choice Award
  - Miglior attrice protagonista a Charlize Theron
- 2004 – Festival di Berlino
  - Orso d'argento per la migliore attrice protagonista a Charlize Theron
  - Candidatura all'Orso d'oro a Patty Jenkins
- 2004 – Central Ohio Film Critics Association Awards
  - Miglior attrice protagonista a Charlize Theron
- 2004 – MTV Movie Award
  - Candidatura alla miglior performance femminile a Charlize Theron
  - Candidatura al miglior bacio a Charlize Theron e Christina Ricci
- 2003 – Chicago Film Critics Association Award
  - Miglior attrice protagonista a Charlize Theron
- 2004 – Las Vegas Film Critics Society Award
  - Miglior attrice protagonista a Charlize Theron
- 2004 – Independent Spirit Award
  - Miglior film d'esordio
  - Miglior attrice protagonista a Charlize Theron
  - Candidatura alla migliore sceneggiatura d'esordio a Patty Jenkins
- 2003 – Satellite Award
  - Miglior attrice in un film drammatico a Charlize Theron
- 2003 – Screen Actors Guild Award
  - Miglior attrice protagonista a Charlize Theron
- 2003 – San Francisco Film Critics Circle
  - Miglior attrice protagonista a Charlize Theron